# Acilacris tridens
Acilacris tridens är en insektsart som beskrevs av Bolívar, I. 1890. Acilacris tridens ingår i släktet Acilacris och familjen vårtbitare. Inga underarter finns listade i Catalogue of Life.